# Кубок MLS
Кубок MLS (англ. MLS Cup) — одноимённый трофей и матч высшей футбольной лиги США и Канады (MLS), который является финальным в плей-офф раунде MLS. Игра проходит в ноябре или декабре, в которой встречаются победитель финала Восточной конференции и победитель финала Западной конференции. Победитель становится чемпионом лиги MLS текущего сезона.
MLS использует турнир плей-офф, который следует за регулярным сезоном, для определения своего ежегодного чемпиона лиги. Это метод, общий для любой другой крупной североамериканской спортивной лиги (NFL, MLB, NBA, NHL, MLS, CFL). Этот формат отличается от большинства футбольных лиг по всему миру, которые считают чемпионом клуб, набравший наибольшее количество очков в конце сезона по итогу обычных двухматчевых противостояний; MLS называет это достижение Supporters' Shield.
Только команда из США, которая стала обладателем кубка MLS, может получить путёвку в Кубок чемпионов КОНКАКАФ.
Три канадские команды MLS могут квалифицироваться в Кубок чемпионов КОНКАКАФ только через чемпионат Канады — если кто-либо из них выиграет Кубок MLS, путевка в Кубок чемпионов КОНКАКАФ переходит к команде из США, занявшей самое высокое место в общей таблице регулярного чемпионата, которая ещё не прошла квалификацию в высший континентальный турнир Северной и Центральной Америки и стран Карибского бассейна.
Первый розыгрыш Кубка MLS состоялся 20 октября 1996 года, в котором «Ди Си Юнайтед» одержал победу над «Лос-Анджелес Гэлакси». «Лос-Анджелес Гэлакси» также является наиболее успешной командой в истории Кубка MLS, которая в 2014 году выиграла свой пятый титул.
Для розыгрыша Кубка MLS были использованы три дизайна трофеев: Трофей Алана Ротенберга, который вручался с 1996 по 1998 года, преобразованный трофей Алана Ротенберга, вручавшийся командам с 1999 по 2007, и последний, используемый в настоящее время Трофей Филипа Аншутца, активный с 2008 года.
Действующим чемпионом, обладателем Кубка MLS 2023 года, является «Коламбус Крю», который выиграли свой третий трофей в истории.

## Формат проведения
С 1996 по 1999 год и с 2003 по 2006 год в плей-офф Кубка MLS выходят четыре лучшие команды из каждой конференции.
В 2000 и 2001 годах в плей-офф Кубка MLS входят победители трёх дивизионов, а также пять лучших команд по общим показателям очков.
В 2002 году в плей-офф Кубка MLS выходят восемь лучших команд турнира, независимо от конференции.
В 2007 году в плей-офф Кубка MLS выходят победители обеих конференций, а также шесть лучших команд по набранным очкам, независимо от конференции.
В 2008 году в плей-офф Кубка MLS выходят три лучшие команды каждой конференции, а также две следующие команды, набравшие наибольшее количество очков, независимо от конференции. В первом раунде турнира на выбывание победители определялись по сумме голов в двух матчах; финалы конференций проходили по одному матчу, и победитель каждой конференции выходил в Кубок MLS. Во всех раундах методом установления тай-брейка были два 15-минутных овертайма, за которыми при необходимости следовала серия пенальти. Правило выездного гола не использовалось.
В 2009 и 2010 годах в плей-офф Кубка MLS выходят по две лучшие команды каждой конференции, а также следующие четыре команды, набравшие наибольшее количество очков, независимо от конференции. В первом раунде турнира на выбывание победители определялись по сумме забитых мячей в двух матчах; финалы конференций проходили по одному матчу в каждом, и победитель каждой конференции выходил в Кубок MLS. Во всех раундах методом установления тай-брейка были два 15-минутных периода дополнительного времени, за которыми при необходимости следовали пенальти. Правило выездного гола не использовалось.
В 2011 году в плей-офф Кубка MLS команды выходят следующим образом: по три лучшие команды из каждой конференции автоматически получают путёвки в полуфиналы своих конференций. Участники wild card, посеянные с седьмого по десятое место, вошли в турнир в зависимости от их общего положения в общем зачете лиги. Эти четыре команды, набравшие следующие по результативности очки, проведут одноматчевые игры на выбывание, чтобы определить финального участника каждой конференции (раунд плей-ин). С новой структурой плей-офф появляется новый стимул для победителя Supporters’ Shield, который сыграет с командой, посеянной с наименьшим количеством сеяных, чтобы пройти в полуфинал конференции. Стыковые матчи и финал конференции были одиночными, причем домашний матч играл клуб, посеянный под более высоким номером.

## Плей-офф Кубка MLS
Плей-офф Кубка MLS — это ежегодный турнир на выбывание после окончания регулярного сезона MLS, финальным матчем которого является непосредственно Кубок MLS. В соответствии с текущим форматом, принятым в сезоне 2023 гола, в плей-офф Кубка MLS квалифицируются 18 команд, которые отбираются по сумме набранных очков в регулярном чемпионате — по девять команд, занявших самые высокие места в Восточной и Западной конференциях. Титульным спонсором этого турнира является Audi.
Всего команды проходят путь в четыре раунда: уайлд-кард, первый раунд, полуфинал конференций, финал конференций и Кубок MLS.
Четырнадцать команд, занявшие места с 1 по 7 в каждой конференции, попадают напрямую в первый раунд плей-офф. Команды, занявшие восьмое и девятое места в каждой конференции, провели по одному матчу в раунде Уайлд-кард, в котором при ничейном исходе игры проводилась только серия послематчевых пенальти. Плей-офф Западной и Восточный конференций проходят в разделенных сетках; команды из разных конференций могут встретиться между собой только в финале Кубка MLS. Первый раунд проходит в формате серии до двух побед одной команды. Оставшиеся три раунда — полуфинал конференции, Финал конференции и Кубок MLS — были одиночными матчами на выбывание с дополнительным временем и серией пенальти в случае ничьей в основное время.
| Сезоны    | Число команд MLS | Число команд в плей-офф |
| --------- | ---------------- | ----------------------- |
| 1996–1997 | 10               | 8                       |
| 1998–2001 | 12               | 8                       |
| 2002      | 10               | 8                       |
| 2003–2004 | 10               | 8                       |
| 2005–2006 | 12               | 8                       |
| 2007      | 13               | 8                       |
| 2008      | 14               | 8                       |
| 2009      | 15               | 8                       |
| 2010      | 16               | 8                       |
| 2011      | 18               | 10                      |
| 2012–2014 | 19               | 10                      |
| 2015–2016 | 20               | 12                      |
| 2017      | 22               | 12                      |
| 2018      | 23               | 12                      |
| 2019      | 24               | 14                      |
| 2020      | 26               | 18                      |
| 2021      | 27               | 14                      |
| 2022      | 28               | 14                      |
| 2023      | 29               | 18                      |

## Список чемпионов
Победитель Кубка MLS, финального матча плей-офф Кубка MLS, определяет чемпиона лиги в этом сезоне. Турнир плей-офф организуется лигой по окончании регулярного сезона в формате, аналогичном другим профессиональным спортивным лигам Северной Америки (NFL, MLB, NBA, NHL, MLS, CFL). В турнире могут принять участие девять лучших клубов Восточной и Западной конференций.
Первый финал Кубка MLS 1996 был сыгран 20 октября 1996 года. На сегодняшний день рекорд по количеству чемпионатов принадлежит «Лос-Анджелес Гэлакси» с пятью титулами. Рекорд по количеству проигранных финалов Кубка принадлежит «Нью-Инглэнд Революшн», которая проиграла пять раз за свою историю (из них три подряд — 2005, 2006, 2007). Кубок MLS трижды выигрывался одной и той же командой в течение двух или более лет подряд:
- «Ди Си Юнайтед» — 1996, 1997;
- «Хьюстон Динамо» — 2006, 2007;
- «Лос-Анджелес Гэлакси» — 2011, 2012.

### Результаты финалов
| Сезон | Дата       | Обладатель кубка     | Счёт            | Вице-чемпион         | Стадион                  | Посещаемость |
| ----- | ---------- | -------------------- | --------------- | -------------------- | ------------------------ | ------------ |
| 1996  | 20.10.1996 | Ди Си Юнайтед        | †3:2 (д.в.)     | Лос-Анджелес Гэлакси | Фоксборо Стэдиум         | 34,643       |
| 1997  | 26.10.1997 | Ди Си Юнайтед        | 2:1             | Колорадо Рэпидз      | РФК Стэдиум              | 57,431       |
| 1998  | 25.10.1998 | Чикаго Файр          | 2:0             | Ди Си Юнайтед        | Роуз Боул                | 51,350       |
| 1999  | 21.11.1999 | Ди Си Юнайтед        | 2:0             | Лос-Анджелес Гэлакси | Фоксборо Стэдиум         | 44,910       |
| 2000  | 15.10.2000 | Канзас-Сити Уизардс  | 1:0             | Чикаго Файр          | РФК Стэдиум              | 39,159       |
| 2001  | 21.10.2001 | Сан-Хосе Эртквейкс   | 2:1 (д.в.)      | Лос-Анджелес Гэлакси | Крю Стэдиум              | 21,626       |
| 2002  | 20.10.2002 | Лос-Анджелес Гэлакси | †1:0 (д.в.)     | Нью-Инглэнд Революшн | Джиллетт Стэдиум         | 61,316       |
| 2003  | 23.11.2003 | Сан-Хосе Эртквейкс   | 4:2             | Чикаго Файр          | Хоум Дипо Сентер         | 27,000       |
| 2004  | 14.11.2004 | Ди Си Юнайтед        | 3:2             | Канзас-Сити Уизардс  | Хоум Дипо Сентер         | 25,797       |
| 2005  | 13.11.2005 | Лос-Анджелес Гэлакси | †1:0 (д.в.)     | Нью-Инглэнд Революшн | Пицца Хат Парк           | 21,193       |
| 2006  | 12.11.2006 | Хьюстон Динамо       | †1:1 (4:3 пен.) | Нью-Инглэнд Революшн | Пицца Хат Парк           | 22,427       |
| 2007  | 18.11.2007 | Хьюстон Динамо       | 2:1             | Нью-Инглэнд Революшн | РФК Стэдиум              | 39,859       |
| 2008  | 23.11.2008 | Коламбус Крю         | 3:1             | Нью-Йорк Ред Буллз   | Хоум Дипо Сентер         | 27,000       |
| 2009  | 22.11.2009 | Реал Солт-Лейк       | †1:1 (5:4 пен.) | Лос-Анджелес Гэлакси | Куэст Филд               | 46,011       |
| 2010  | 11.11.2010 | Колорадо Рэпидз      | †2:1 (д.в.)     | Даллас               | Бимо Филд                | 21,700       |
| 2011  | 20.11.2011 | Лос-Анджелес Гэлакси | 1:0             | Хьюстон Динамо       | Хоум Дипо Сентер         | 30,281       |
| 2012  | 01.12.2012 | Лос-Анджелес Гэлакси | 3:1             | Хьюстон Динамо       | Хоум Дипо Сентер         | 30,510       |
| 2013  | 07.12.2013 | Спортинг Канзас-Сити | †1:1 (7:6 пен.) | Реал Солт-Лейк       | Спортинг Парк            | 21,650       |
| 2014  | 07.12.2014 | Лос-Анджелес Гэлакси | 2:1 (д.в.)      | Нью-Инглэнд Революшн | Стабхаб Сентер           | 27,000       |
| 2015  | 06.12.2015 | Портленд Тимберс     | 2:1             | Коламбус Крю         | Мафре Стэдиум            | 21,747       |
| 2016  | 10.12.2016 | Сиэтл Саундерс       | 0:0 (5:4 пен.)  | Торонто              | Бимо Филд                | 36,045       |
| 2017  | 09.12.2017 | Торонто              | 2:0             | Сиэтл Саундерс       | Бимо Филд                | 30,584       |
| 2018  | 08.12.2018 | Атланта Юнайтед      | 2:0             | Портленд Тимберс     | Мерседес-Бенц Стэдиум    | 73,019       |
| 2019  | 10.11.2019 | Сиэтл Саундерс       | 3:1             | Торонто              | Сенчури-Линк Филд        | 69,274       |
| 2020  | 12.12.2020 | Коламбус Крю         | 3:0             | Сиэтл Саундерс       | Мафре Стэдиум            | 1,500 ^      |
| 2021  | 11.12.2021 | Нью-Йорк Сити        | 1:1 (4:2 пен.)  | Портленд Тимберс     | Провиденс Парк           | 25,218       |
| 2022  | 05.11.2022 | Лос-Анджелес         | 3:3 (3:0 пен.)  | Филадельфия Юнион    | BMO Стэдиум              | 22,384       |
| 2023  | 09.12.2023 | Коламбус Крю         | 2:1             | Лос-Анджелес         | Lower.com Филд           | 20,802       |
| 2024  | 07.12.2024 | Лос-Анджелес Гэлакси | 2:1             | Нью-Йорк Ред Буллз   | Дигнити Хелс Спортс Парк | 26,812       |

  Команда также стала обладателем Supporters’ Shield.
  Команда также стала обладателем Открытого кубка США или Кубка Канады.
  Команда также стала обладателем Supporters’ Shield и Открытого кубка США / Кубка Канады

## Команды-участницы Кубка MLS
По состоянию на сезон 2023 года в MLS соревновались в общей сложности 32 команды. Девятнадцать из этих команд выступали в Кубке MLS, причем пятнадцать из этих команд выиграли Кубок MLS. В таблице ниже команды упорядочены сначала по количеству матчей в финале Кубка MLS, затем по количеству побед и, наконец, в алфавитном порядке. В столбце "Годы участий в финале Кубка MLS" жирным шрифтом выделены годы побед команды в Кубке MLS.
| Финалы | Сезоны | Клуб                 | Победы | Поражения | Годы участий в финале Кубка MLS                            |
| ------ | ------ | -------------------- | ------ | --------- | ---------------------------------------------------------- |
| 10     | 28     | Лос-Анджелес Гэлакси | 6      | 4         | 1996, 1999, 2001, 2002, 2005, 2009, 2011, 2012, 2014, 2024 |
| 5      | 28     | Ди Си Юнайтед        | 4      | 1         | 1996, 1997, 1998, 1999, 2004                               |
| 4      | 28     | Коламбус Крю         | 3      | 1         | 2008, 2015, 2020, 2023                                     |
| 4      | 18     | Хьюстон Динамо       | 2      | 2         | 2006, 2007, 2011, 2012                                     |
| 4      | 15     | Сиэтл Саундерс       | 2      | 2         | 2016, 2017, 2019, 2020                                     |
| 3      | 28     | Спортинг Канзас-Сити | 2      | 1         | 2000, 2004, 2013                                           |
| 2      | 26     | Сан-Хосе Эртквейкс   | 2      | 0         | 2001, 2003                                                 |
| 3      | 26     | Чикаго Файр          | 1      | 2         | 1998, 2000, 2003                                           |
| 3      | 17     | Торонто              | 1      | 2         | 2016, 2017, 2019                                           |
| 3      | 13     | Портленд Тимберс     | 1      | 2         | 2015, 2018, 2021                                           |
| 2      | 28     | Колорадо Рэпидз      | 1      | 1         | 1997, 2010                                                 |
| 2      | 19     | Реал Солт-Лейк       | 1      | 1         | 2009, 2013                                                 |
| 2      | 7      | Лос-Анджелес         | 1      | 1         | 2022, 2023                                                 |
| 1      | 7      | Атланта Юнайтед      | 1      | 0         | 2018                                                       |
| 1      | 9      | Нью-Йорк Сити        | 1      | 0         | 2021                                                       |
| 5      | 28     | Нью-Инглэнд Революшн | 0      | 5         | 2002, 2005, 2006, 2007, 2014                               |
| 2      | 28     | Нью-Йорк Ред Буллз   | 0      | 2         | 2008, 2024                                                 |
| 1      | 28     | Даллас               | 0      | 1         | 2010                                                       |
| 1      | 14     | Филадельфия Юнион    | 0      | 1         | 2022                                                       |

## Трофей
В завершение финального матча (непосредственно самого Кубка MLS) команде-победительнице вручается трофей, известный как Трофей Филипа Аншутца, названный в честь вклада Филипа Аншутца в американский футбол и собственно MLS. Как правило, вручение победного трофея проводится на специально заготовленном подиуме в центре поля, где представитель лиги вручает команде кубок.
Перед вручением наград футболистом команде-финалисту, проигравшей в финале, вручаются серебряные медали с нанесенным на них логотипом лиги. Затем чемпионам вручаются золотые медали, а после этого трофей вручается капитану команды-победителя.
За всю историю кубка обладатели Кубка MLS были награждены тремя различными трофеями. За первые три финала Кубка MLS (с 1996 по 1998) команда-победитель была награждена Трофеем Алана Ротенберга, названным так в честь вклада Ротенберга в американский футбол. Трофей Ротенберга был темно-золотым по окрасу, который имел две ручки вокруг футбольного мяча, с логотипом лиги, нанесенным на табличку внизу по центру. В 1999 году трофей Ротенберга был немного видоизменён, футбольный мяч был размещен на специальной подножке, которая располагала мяч немного по диагонали. В 2008 году трофей был вновь видоизменён до его нынешнего состояния и теперь называется Трофеем Филипа Аншутца.

## Место проведения Кубка MLS

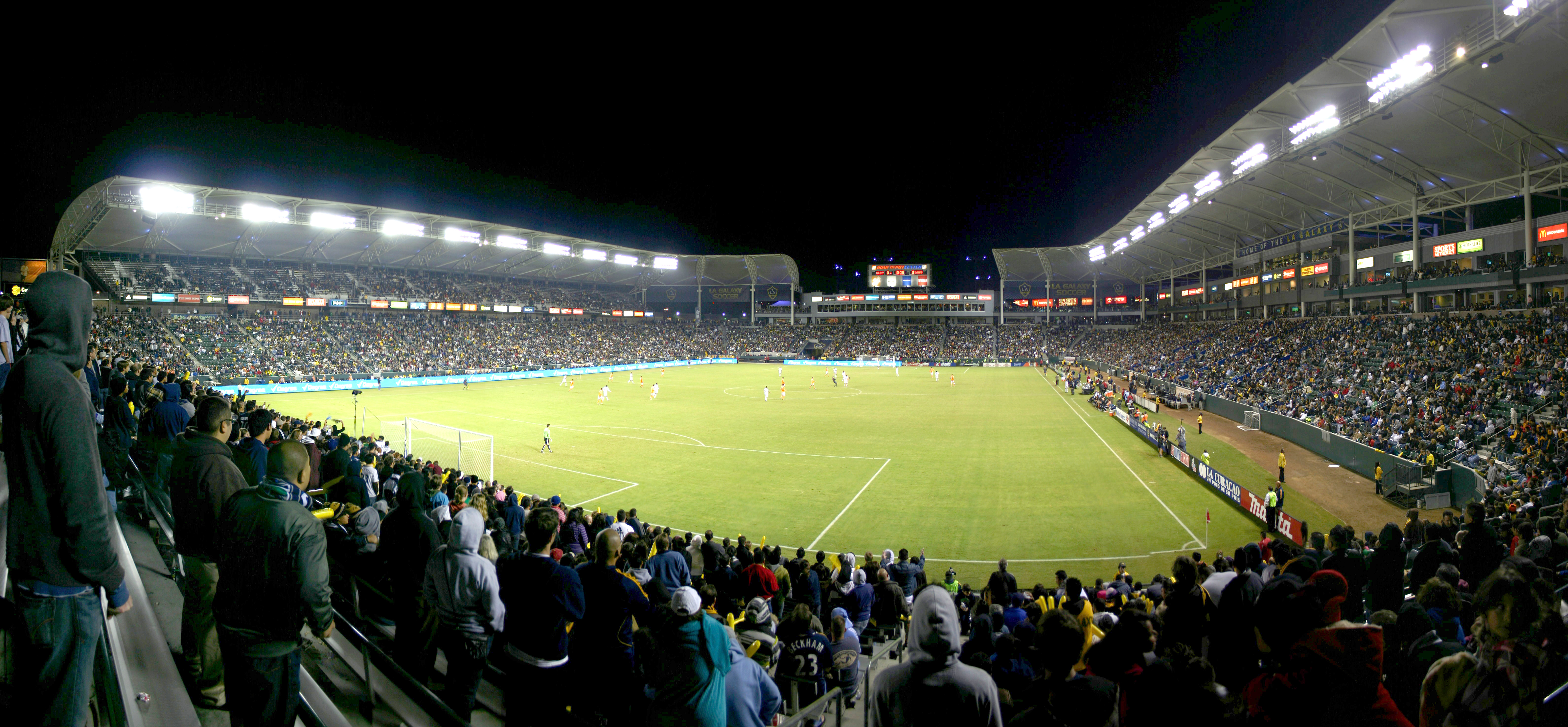
«Дигнити Хелс Спортс Парк», который принял Кубок MLS рекордные шесть раз.

За всю историю Кубка MLS восемь матчей были сыграны в районе Большого Лос-Анджелеса (один раз на «Роуз Боул» в Пасадине, Калифорния, шесть раз в «Дигнити Хелс Спортс Парк» (бывшем «Хоум Дипо Сентер» и «Стабхаб Сентер») в Карсоне, Калифорния, и один раз на стадионе «BMO Стэдиум»). Четыре района разделяют между собой второе место по количеству принятых финалов, по три финальных матча в каждом: Большой Бостон (дважды Фоксборо Стэдиум и однажды Джиллетт Стэдиум), Вашингтон, Ди-Си (все сыграны на РФК Стэдиум), Торонто (все сыграны на Бимо Филд) и Колумбус (все сыграны на Хисторик Крю Стэдиум).
На сегодняшний день самым холодным финалом Кубка MLS стал матч 2013 года, сыгранный в Канзас-Сити, штат Канзас, на стадионе «Спортинг Парк», где температура была 20 °F (-7 °C). Самым жарким финалом Кубка MLS стал матч 2005 года, сыгранный во Фриско, штат Техас, на домашнем стадионе команды MLS «Даллас» — «Пицца Хат Парк», где температура была 75 °F (+23 °C).
Розыгрыш Кубка MLS 2010 года стал первым финалом в истории лиги, сыгранным за пределами Соединенных Штатов. Матч был сыгран в Канаде на «Бимо Филд» в Торонто, домашней арене клуба MLS «Торонто».

### Стадионы
| Название стадиона         | Локация                  | Число финалов | Годы, когда стадион принял Кубок MLS     |
| ------------------------- | ------------------------ | ------------- | ---------------------------------------- |
| Дигнити Хелс Спортс Парк1 | Карсон, Калифония        | 7             | 2003, 2004, 2008, 2011, 2012, 2014, 2024 |
| РФК Стэдиум               | Вашингтон, Ди-Си         | 3             | 1997, 2000, 2007                         |
| Бимо Филд                 | Торонто, Онтарио         | 3             | 2010, 2016, 2017                         |
| Хисторик Крю Стэдиум2     | Колумбус, Огайо          | 3             | 2001, 2015, 2020                         |
| Люмен Филд3               | Сиэтл, Вашингтон         | 2             | 2009, 2019                               |
| Тойота Стэдиум4           | Фриско, Техас            | 2             | 2005, 2006                               |
| Фоксборо Стэдиум          | Фоксборо, Массачусетс    | 2             | 1996, 1999                               |
| Чилдренс Мерси Парк5      | Канзас-Сити, Канзас      | 1             | 2013                                     |
| Джиллетт Стэдиум          | Фоксборо, Массачусетс    | 1             | 2002                                     |
| Мерседес-Бенц Стэдиум     | Атланта, Джорджия        | 1             | 2018                                     |
| Провиденс Парк            | Портленд, Орегон         | 1             | 2021                                     |
| Роуз Боул                 | Пасадина, Калифорния     | 1             | 1998                                     |
| BMO Стэдиум6              | Лос-Анджелес, Калифорния | 1             | 2022                                     |
| Lower.com Филд            | Колумбус, Огайо          | 1             | 2023                                     |

  Стадион является неиспользуемым на начало сезона 2024.

## MVP Кубка MLS
По итогам каждого финального матча (непосредственно Кубка MLS) игроку клуба-победителя присваивается звание самого ценного игрока (Most Valuable Player - MVP). Обычно, но не обязательно, обладателем награды становится игрок, который забивает победный гол в игре, или игрок, забивший победный гол в игре. Это касается обладателей наград 2007, 2008, 2010, 2017, 2019 и 2020 годов, которые все забили победные голы в матчах или помогли забить несколько голов победившей стороне.
Исключения из этого правила имели место в 2000, 2009, 2016 и 2021 годах, когда награда MVP досталась вратарям Тони Меоле, Нику Римандо, Штефану Фраю и Шону Джонсону соответственно. Меола и Фрей, выступавшие за «Спортинг Канзас-Сити» и «Сиэтл Саундерс», оба исполнили шатауты («сухие матчи») за свои команды в кубке. Римандо и Джонсон совершили два сейва в серии пенальти, благодаря чему «Реал Солт-Лейк» одержал победу над «Лос-Анджелес Гэлакси», а «Нью-Йорк Сити» - над «Портленд Тимберс» соответственно.
Дуэйн Де Розарио (2001, 2007) и Лэндон Донован (2003 и 2011) являются единственными футболистами, которые дважды становились MVP Кубка MLS.
| Год  | MVP Кубка MLS           | Позиция      | Клуб                 |
| ---- | ----------------------- | ------------ | -------------------- |
| 1996 | Марко Этчеверри         | Полузащитник | Ди Си Юнайтед        |
| 1997 | Хайме Морено            | Нападающий   | Ди Си Юнайтед        |
| 1998 | Пётр Новак              | Полузащитник | Чикаго Файр          |
| 1999 | Бен Олсен               | Полузащитник | Ди Си Юнайтед        |
| 2000 | Тони Меола              | Вратарь      | Канзас-Сити Уизардс  |
| 2001 | Дуэйн Де Розарио        | Нападающий   | Сан-Хосе Эртквейкс   |
| 2002 | Карлос Руис             | Нападающий   | Лос-Анджелес Гэлакси |
| 2003 | Лэндон Донован          | Нападающий   | Сан-Хосе Эртквейкс   |
| 2004 | Алеко Эскандарян        | Нападающий   | Ди Си Юнайтед        |
| 2005 | Гильермо Рамирес        | Полузащитник | Лос-Анджелес Гэлакси |
| 2006 | Брайан Чинг             | Нападающий   | Хьюстон Динамо       |
| 2007 | Дуэйн Де Розарио        | Полузащитник | Хьюстон Динамо       |
| 2008 | Гильермо Баррос Келотто | Полузащитник | Коламбус Крю         |
| 2009 | Ник Римандо             | Вратарь      | Реал Солт-Лейк       |
| 2010 | Конор Кейси             | Нападающий   | Колорадо Рэпидз      |
| 2011 | Лэндон Донован          | Нападающий   | Лос-Анджелес Гэлакси |
| 2012 | Омар Гонсалес           | Защитник     | Лос-Анджелес Гэлакси |
| 2013 | Орельен Коллен          | Защитник     | Спортинг Канзас-Сити |
| 2014 | Робби Кин               | Нападающий   | Лос-Анджелес Гэлакси |
| 2015 | Диего Валери            | Полузащитник | Портленд Тимберс     |
| 2016 | Штефан Фрай             | Вратарь      | Сиэтл Саундерс       |
| 2017 | Джози Алтидор           | Нападающий   | Торонто              |
| 2018 | Хосеф Мартинес          | Нападающий   | Атланта Юнайтед      |
| 2019 | Виктор Родригес         | Полузащитник | Сиэтл Саундерс       |
| 2020 | Лукас Селараян          | Полузащитник | Коламбус Крю         |
| 2021 | Шон Джонсон             | Вратарь      | Нью-Йорк Сити        |
| 2022 | Джон МакКарти           | Вратарь      | Лос-Анджелес         |
| 2023 | Кучо Эрнандес           | Нападающий   | Коламбус Крю         |
| 2024 | Гастон Бругман          | Полузащитник | Лос-Анджелес Гэлакси |

## Игроки с несколькими титулами Кубка MLS
По крайней мере 40 футболистов выиграли два Кубка MLS. Брайан Маллан является единственным игроком, выигравшим Кубок MLS с четырьмя разными командами.
| Побед в Кубке MLS | Игроки (годы побед в Кубке MLS) |
| ----------------- | --- |
| 6                 | Лэндон Донован (2001, 2003, 2005, 2011, 2012, 2014) |
| 5                 | Джефф Эйгус (1996, 1997, 1999, 2001, 2003) Тодд Данивэнт (2003, 2005, 2011, 2012, 2014) Брайан Маллан (2002, 2003, 2006, 2007, 2010) |
| 4                 | Хайме Морено (1996, 1997, 1999, 2004) Крейг Уайбел (2002, 2003, 2006, 2007) Дуэйн Де Розарио (2001, 2003, 2006, 2007) Робинсон, Эдди (футболист) (2001, 2003, 2006, 2007) Джош Сондерс (2003, 2005, 2011, 2012) Дарлингтон Нагбе (2015, 2018, 2020, 2023) |